# Aphrodita japonica
Aphrodita japonica är en ringmaskart som beskrevs av Marenzeller 1879. Aphrodita japonica ingår i släktet Aphrodita och familjen Aphroditidae. Inga underarter finns listade i Catalogue of Life.